# Nicrophorus japonicus
Nicrophorus japonicus es una especie de escarabajo enterrador del género Nicrophorus, categorizada en la tribu Nicrophorini, de la subfamilia Nicrophorinae. Fue descrita por Harold en 1877.

## Distribución
Se distribuye por Europa: Rusia y Asia: China, Japón, Mongolia, Corea del Norte y del Sur.